# Euastrum abruptum
Euastrum abruptum là một loài Song tinh tảo trong họ Desmidiaceae, thuộc chi Euastrum.

## Phân loài
Loài này gồm 5 phân loài:
- Euastrum abruptum var. abruptum
- Euastrum abruptum var. lagoense
- Euastrum abruptum var. minor
- Euastrum abruptum var. rectangulare
- Euastrum abruptum var. subglaziovii